# Кума, Сэмюэл
Сэмюэл Абладе Кума (англ. Samuel Ablade Kumah; 26 июня 1970) — ганский футболист, полузащитник. Бронзовый призёр летних Олимпийских игр 1992 года и участник двух Кубков африканских наций.

## Биография
Сэмюэл Кума родился 26 июня 1970 года.

### Клубная карьера
Начал профессиональную карьеру в 1987 году в клубе чемпионата Ганы — «Хартс оф Оук». в 1995 году перешёл в саудовскую команду «Аль-Шабаб» из города Эр-Рияд. Завершил карьеру игрока в 1998 году в команде «Аль-Иттихад» из Джидды.

### Карьера в сборной
В августе 1992 года главный тренер олимпийской сборной Ганы Сэм Ардай вызвал Сэмюэля на летние Олимпийские игры в Барселоне. В команде он получил 11 номер. В своей группе ганцы заняли первое место, обогнав Мексику, Австралию и Данию. В четвертьфинале Гана обыграла Парагвай (4:2), а в матче 1/2 финала уступила Испании (0:2). В матче за третье место ганцы смогли обыграть Австралию со счётом (1:0) и стали обладателями бронзовых наград. Кума на турнире сыграл во всех шести матчах.
В составе национальной сборной Ганы выступал с 1992 года по 1998 год, проведя в составе сборной 13 игр и забив 1 гол. В феврале 1993 года участвовал в товарищеском турнире Мердека, который проходил в Малайзии. В начале 1996 года участвовал в Кубке африканских наций в Южной Африке. Сборная Ганы заняла четвёртое место, уступив в матче за бронзовые награды команде Замбии со счётом (0:1). Кума принял участие в трёх из шести игр на турнире. В 1996 году сыграл на турнире Simba 4 Nations Tournament в Южной Африке.
В феврале 1998 года принял участие в Кубке африканских наций в Буркина-Фасо, тогда Гана не смогла выйти из группы. Кума сыграл лишь в одной игре.

## Достижения
- Бронзовый призёр летних Олимпийских игр (1): 1992